# Cretorabaeus elongatus
Cretorabaeus elongatus är en skalbaggsart som beskrevs av Nikolajev 1995. Cretorabaeus elongatus ingår i släktet Cretorabaeus och familjen bladhorningar. Inga underarter finns listade i Catalogue of Life.